# Bönstadt
Bönstadt ist ein Stadtteil von Niddatal im osthessischen Wetteraukreis.

## Geographie
Bönstadt liegt in der Wetterau (naturräumliche Teileinheit Heldenbergener Wetterau) südöstlich von Assenheim.

## Geschichte

### Ortsgeschichte
Die älteste bekannte schriftliche Erwähnung von Bönstadt unter dem Namen Benstad stammt aus dem Jahr 1184.
Die Familie des damals erwähnten Eberhard von Benstad ist noch im Jahre 1232 nachweisbar.
Der Ort war Besitz der Herren von Falkenstein und später der Grafschaft Büdingen-Ysenburger gehörte zum Burgfrieden und Gericht der Burg Assenheim.
Im Jahr 1326 wurde eine Kirche erbaut, die 1559 erweitert wurde. Sie stand unter dem Patronatsrecht des Prämonstratenserklosters Ober-Ilbenstadt.
Hessische Gebietsreform (1970–1977)
Zum 1. Dezember 1970 fusionierten die Stadt Assenheim und die bis dahin selbständigen Gemeinden Bönstadt und Ilbenstadt im Zuge der Gebietsreform in Hessen freiwillig zur neuen Stadt Niddatal und mit ihr kam Bönstadt am 1. August 1972 zum Wetteraukreis.
Ortsbezirke nach der Hessischen Gemeindeordnung wurden nicht errichtet.

### Verwaltungsgeschichte im Überblick
Die folgende Liste zeigt die Staaten und Verwaltungseinheiten, denen Bönstadt angehört(e):
- vor 1806: Heiliges Römisches Reich, Grafschaft Isenburg-Wächtersbach, Gericht Assenheim (Anteil an der Herrschaft Münzenberg)
- ab 1806: Fürstentum Isenburg,[Anm. 2] Gericht Assenheim
- ab 1813: Generalgouvernement Frankfurt,[Anm. 3] Amt Assenheim
- ab 1815: Kaisertum Österreich,[Anm. 4] Amt Assenheim
- ab 1816: Großherzogtum Hessen (Souveränitätslande),[Anm. 5] Provinz Oberhessen, Amt Assenheim (zur Standesherrschaft Isenburg gehörig)
- ab 1821: Großherzogtum Hessen, Provinz Oberhessen, Landratsbezirk Vilbel[Anm. 6]
- ab 1832: Großherzogtum Hessen, Provinz Oberhessen, Kreis Friedberg
- ab 1848: Großherzogtum Hessen, Regierungsbezirk Friedberg
- ab 1852: Großherzogtum Hessen, Provinz Oberhessen, Kreis Friedberg
- ab 1867: Norddeutscher Bund, Großherzogtum Hessen, Provinz Oberhessen, Kreis Friedberg
- ab 1871: Deutsches Reich, Großherzogtum Hessen, Provinz Oberhessen, Kreis Friedberg
- ab 1918: Deutsches Reich,[Anm. 7] Volksstaat Hessen, Provinz Oberhessen, Kreis Friedberg
- ab 1938: Deutsches Reich, Volksstaat Hessen, Landkreis Friedberg[8][Anm. 8]
- ab 1945: Deutsches Reich, Amerikanische Besatzungszone,[Anm. 9] Groß-Hessen, Regierungsbezirk Darmstadt, Landkreis Friedberg
- ab 1946: Deutsches Reich, Amerikanische Besatzungszone, Hessen, Regierungsbezirk Darmstadt, Landkreis Friedberg
- ab 1949: Bundesrepublik Deutschland, Hessen, Regierungsbezirk Darmstadt, Landkreis Friedberg
- ab 1970: Bundesrepublik Deutschland, Hessen, Regierungsbezirk Darmstadt, Landkreis Friedberg, Stadt Niddatal
- ab 1972: Bundesrepublik Deutschland, Hessen, Regierungsbezirk Darmstadt, Wetteraukreis, Stadt Niddatal

## Bevölkerung

### Einwohnerstruktur 2011
Nach den Erhebungen des Zensus 2011 lebten am Stichtag dem 9. Mai 2011 in Bönstadt 1587 Einwohner. Darunter waren 108 (6,8 %) Ausländer. Nach dem Lebensalter waren 263 Einwohner unter 18 Jahren, 654 zwischen 18 und 49, 348 zwischen 50 und 64 und 321 Einwohner waren älter. Die Einwohner lebten in 648 Haushalten. Davon waren 168 Singlehaushalte, 189 Paare ohne Kinder und 228 Paare mit Kindern, sowie 48 Alleinerziehende und 18 Wohngemeinschaften. In 129 Haushalten lebten ausschließlich Senioren und in 420 Haushaltungen lebten keine Senioren.

### Einwohnerentwicklung
| Bönstadt: Einwohnerzahlen von 1834 bis 2020 | Bönstadt: Einwohnerzahlen von 1834 bis 2020 | Bönstadt: Einwohnerzahlen von 1834 bis 2020 | Bönstadt: Einwohnerzahlen von 1834 bis 2020 | Bönstadt: Einwohnerzahlen von 1834 bis 2020 |
| --- | ------------------------------------------- | ------------------------------------------- | ------------------------------------------- | ------------------------------------------- |
| Jahr |                                             |                                             |                                             | Einwohner                                   |
| 1834 | 1834                                        |                                             | 929                                         | 929                                         |
| 1840 | 1840                                        |                                             | 1.100                                       | 1.100                                       |
| 1846 | 1846                                        |                                             | 1.149                                       | 1.149                                       |
| 1852 | 1852                                        |                                             | 1.114                                       | 1.114                                       |
| 1858 | 1858                                        |                                             | 1.215                                       | 1.215                                       |
| 1864 | 1864                                        |                                             | 993                                         | 993                                         |
| 1871 | 1871                                        |                                             | 939                                         | 939                                         |
| 1875 | 1875                                        |                                             | 950                                         | 950                                         |
| 1885 | 1885                                        |                                             | 943                                         | 943                                         |
| 1895 | 1895                                        |                                             | 930                                         | 930                                         |
| 1905 | 1905                                        |                                             | 1.150                                       | 1.150                                       |
| 1910 | 1910                                        |                                             | 1.256                                       | 1.256                                       |
| 1925 | 1925                                        |                                             | 1.336                                       | 1.336                                       |
| 1939 | 1939                                        |                                             | 1.288                                       | 1.288                                       |
| 1946 | 1946                                        |                                             | 2.027                                       | 2.027                                       |
| 1950 | 1950                                        |                                             | 2.104                                       | 2.104                                       |
| 1956 | 1956                                        |                                             | 2.084                                       | 2.084                                       |
| 1961 | 1961                                        |                                             | 2.089                                       | 2.089                                       |
| 1967 | 1967                                        |                                             | 2.408                                       | 2.408                                       |
| 1970 | 1970                                        |                                             | 2.504                                       | 2.504                                       |
| 1980 | 1980                                        |                                             | ?                                           | ?                                           |
| 1990 | 1990                                        |                                             | ?                                           | ?                                           |
| 2000 | 2000                                        |                                             | ?                                           | ?                                           |
| 2007 | 2007                                        |                                             | 1.668                                       | 1.668                                       |
| 2011 | 2011                                        |                                             | 1.587                                       | 1.587                                       |
| 2016 | 2016                                        |                                             | 1.597                                       | 1.597                                       |
| 2020 | 2020                                        |                                             | 1.638                                       | 1.638                                       |
| Datenquelle: Historisches Gemeindeverzeichnis für Hessen: Die Bevölkerung der Gemeinden 1834 bis 1967. Wiesbaden: Hessisches Statistisches Landesamt, 1968. Weitere Quellen: LAGIS; Stadt Niddatal; Zensus 2011 |                                             |                                             |                                             |                                             |

### Religion

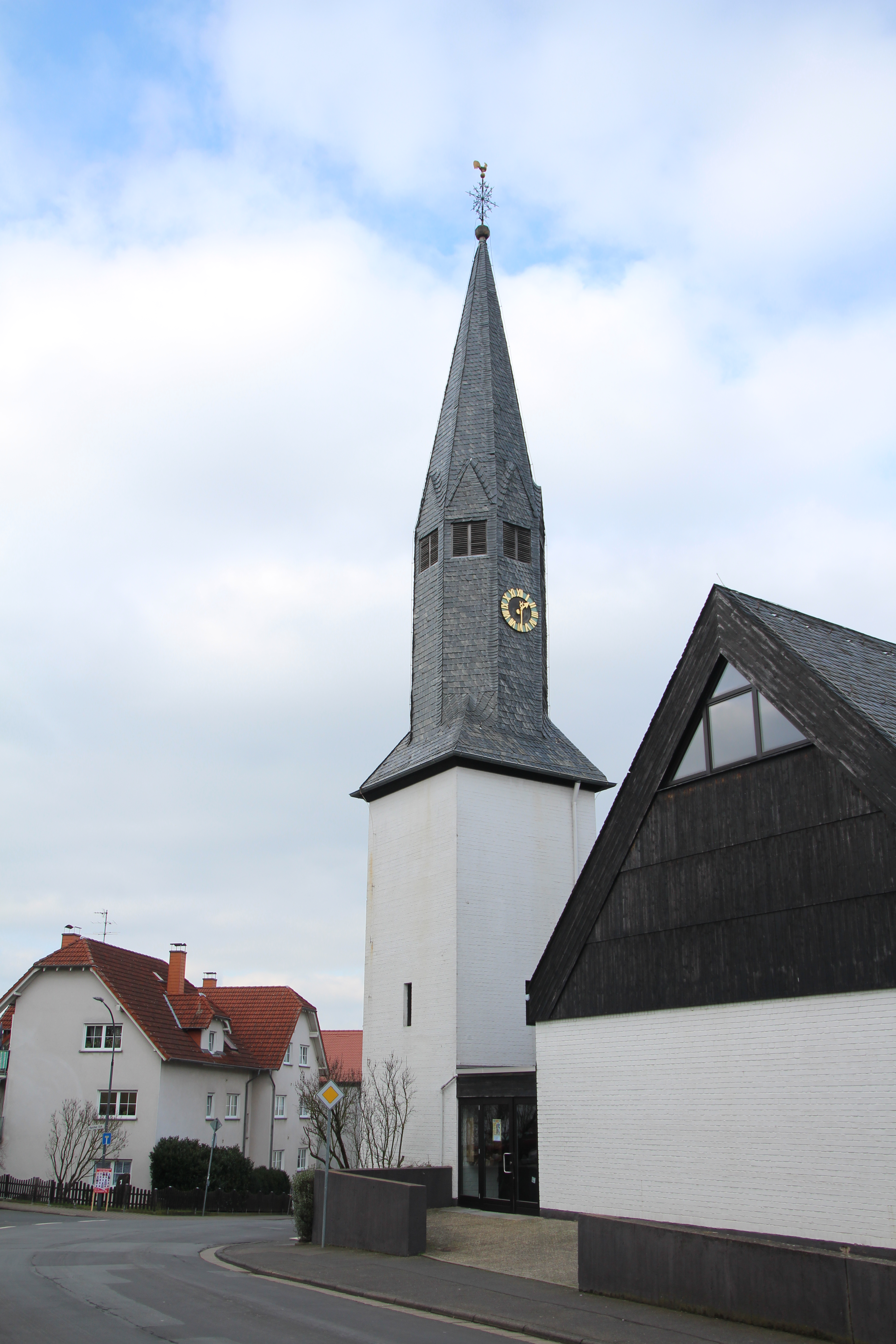
Turm der hist. Kirche

Die katholische Pfarrei St. Nikolaus in Wickstadt ist auch für die Ortsteile Bönstadt und Assenheim zuständig. Bönstadt hat mit Kaichen gemeinsam eine evangelische Kirchengemeinde.
Historische Religionszugehörigkeit
- 1961: 911 evangelische (= 83,27 %), 172 katholische (= 15,72 %) Einwohner[3]

## Kultur und Sehenswürdigkeiten
Siehe auch: Liste der Kulturdenkmäler in Niddatal Abschnitt Bönstadt
Freizeitgelände u. a. mit großer Teichanlage, Brunnen, Langer Gang, eine Getränke Oase sowie den Fußballverein KSG Bönstadt (die KSG)

## Wirtschaft und Infrastruktur

### Verkehr
Südlich des Ortes verläuft die Landesstraße 3188.

### Öffentliche Einrichtungen
In Bönstadt gibt es einen Kindergarten und einen Freiwilligen Feuerwehrverein.

## Persönlichkeiten
- Johannes Schmidt (* 1684 in Bönstadt; † 1761 in Mautern an der Donau), Bildhauer